# Мурманский политехнический лицей
Мурманский политехнический лицей — общеобразовательное учреждение в Октябрьском округе города Мурманска. Первый директор лицея — Татьяна Викторовна Шовская.

## История
Мурманский морской лицей основан 3 апреля 1991 года при постановлении Председателя Исполнительного Комитета Октябрьского районного Совета народных депутатов г. Мурманска на базе морских классов школы № 12. Изначально, обучение в лицее осуществлялось с 8 по 11 классы.
В июле 1996 года в связи с реорганизацией морской лицей расширил свой профиль и был переименован в Мурманский политехнический лицей. К морским специальностям добавились: гуманитарное направление, естественнонаучное, экономическое, технологическое. В соответствие им появились одноимённые классы.
С 1998 года в лицей стали принимать, начиная с 5 класса.
В 2010 году в МПЛ начал работу Центр развития одарённых детей «Открытие».
С 15 сентября 2010 года была начата реализация проекта «Цифровая школа» на территории Мурманской области.
На базе МПЛ с 2011 года организуется областной турнир по робототехнике.

## Зачисление и обучение в лицее
Ученики зачисляются в МПЛ по окончании 4 класса общеобразовательной школы, гимназии или прогимназии. По новой системе, введённой в 2021 году, в 10 классе происходит отбор учеников на основе личного рейтинга.
МПЛ реализует образовательные программы по следующим профилям:
- физико-математический (профильные предметы — физика, математика);
- социально-экономический (профильные предметы — обществознание, география);
- химико-биологический (профильные предметы — химия, биология).